# Mitsubishi Motors Corporation
Mitsubishi Motors je 4. največji proizvajalec avtomobilov na Japonskem.
Zgodba o Mitsubishiju se je začela pred 135 leti, leta 1870, ko je gospod Yataro Iwasaki na Japonskem ustanovil majhno ladjedelniško podjetje. Njegov brat Yanosuke je poslovanje kasneje razširil na več panog, s tem pa tudi močno povečal velikost in moč podjetja.
Družina Iwasaki je imela dva lastna grba: prvega so sestavljali trije diamanti, drugega pa trije hrastovi listi. Grba so zdruzili, in nastal je danes vsem poznan znak: trije diamanti, ki predstavljajo blagovno znamko Mitsubishi. Ime Mitsubishi je sestavljeno iz dveh delov MITSU in BISHI, kar v japonščini pomeni trije diamanti (MITSU = trije in BISHI = diamanti).
Druzba je hitro rasla in svoje poslovanje sirila na nova podrocja. Z modelom A, ki je postal prvi množični (serijski) japonski avto, se je leta 1917 začela proizvodnja Mitsubishijevih avtomobilov. Avto je bil leta 1922 na sejmu industrije v Tokiu razglašen za izjemen dosežek v japonski industriji. Leto dni kasneje je Mitsubishi predstavil prvi tovornjak, ki so ga poimenovali T-1, kasneje pa tudi prvi avtobus, B-46.
Leta 1934 je podjetje postavilo enega izmed pomembnejših temeljev za svojo prihodnjo usmeritev in prepoznavnost. Predstavili so Mitsubishi PX-33, prvo vozilo s pogonom na štiri kolesa na Japonskem.
PX-33 je predhodnik danasnjega Pajera, terenca, ki je že desetkrat zmagal na najzahtevnejši vztrajnostni preizkušnji, reliju Dakar.
Podjetje je po vojni svojo proizvodnjo usmerilo tudi v izdelavo avtobusov in triciklov na motorni pogon. Od leta 1960 pa se je avtomobilski program hitro širil in tako je tudi danes.